# Hakaba Kitarō (série télévisée)
Hakaba Kitarō (墓場鬼太郎, Kitarō du cimetière) est un anime japonais adapté du manga du même nom par Shigeru Mizuki, le manga qui inspira la série populaire « GeGeGe no Kitarō » à la fin des années 1960. Il a été produit par Toei Animation et diffusé chaque semaine du 10 janvier au 20 mars 2008 sur Fuji TV. La série tourne autour de Kitaro, né dans un cimetière, le dernier survivant de la tribu des fantômes. Élevé par un père humain, Mizuki, et accompagné de son père biologique réincarné en globe oculaire, Medama-Oyaji, le jeune Kitaro va devoir apprendre à vivre dans ce monde gouverné par la science où les yōkai n'ont plus leur place dans la croyance populaire.
Selon Toei Animation, cette adaptation ne fait pas partie de la franchise "GeGeGe no Kitaro".

## Synopsis
Le Japon des années 1950. Une époque de changement mais aussi de grandes inégalités. C'est à cette époque que vit Mizuki, un homme aux moyens modestes. Sa vie bascule lorsque deux membres de la tribu Fantôme emménagent à côté. Le couple est âgé et espère vivre assez longtemps pour voir naître leur fils car ils sont les derniers de leur espèce. Malheureusement, le couple décède avant cet heureux événement et Mizuki enterre la mère. Un garçon, Kitaro, sort de la tombe. Mizuki a d'abord l'intention de le tuer, mais ne peut s'y résoudre. Il adopte le garçon, à la grande joie du père de Kitaro, qui a repris vie sous la forme d'un globe oculaire ambulant.
Kitaro est un enfant étrange dont ses camarades de classe se moquent à cause de sa difformité (son œil droit manquant) et de ses tendances antisociales. La mère de Mizuki ne le supporte pas car il semble parler tout seul. La seule joie de Kitaro est Neko, une fille qui se transforme en chat lorsqu'elle sent ou voit des rats et des poissons. Elle a une belle voix qui lui permet de décrocher une place dans un concours de talents local lorsque Kitaro lui suggère de devenir chanteuse. Cette joie est de courte durée. À la suite d'une série d'événements tragiques, Kitaro se retrouve le cœur brisé, sans abri et ruiné. Cela ne sert qu’à alimenter son mauvais comportement…

## Fiche technique
- Oeuvre originale : Shigeru Mizuki
- Réalisateur de la série : Kimitoshi Chioka
- Composition de la série : Yoshimi Narita
- Musique : Kaoru Wada
- Conception des personnages/réalisateur en chef de l'animation : Naoki Yamamuro
- Conception artistique : Yoshiaki Honma
- Directeur artistique : Takashi Kurahashi
- Conception des couleurs : Kunio Tsujita
- Directeur de la photographie : Akira Iribe
- Réalisateur des images de synthèse : Nobuhiro Morita
- Montage : Kenta Katase
- Producteurs : Atsuya Takase, Kosuke Hosomi, Juntoshi Umezawa, Yoshiyuki Ikezawa
- Production d'animation : Toei Animation
- Production : Graveyard Kitaro Production Committee (Fuji Television, Toei Animation, Asmik Ace Entertainment, Dentsu, Sony Music Entertainment, SKY PerfecTV Wellthink, Yomiuri Advertising)[1]

## Épisodes
| No | Titre français                                   | Titre japonais       | Titre japonais             | Date de 1re diffusion |
| No | Titre français                                   | Kanji                | Rōmaji                     | Date de 1re diffusion |
| --- | ------------------------------------------------ | -------------------- | -------------------------- | --------------------- |
| 1 | La Naissance de Kitaro                           | 鬼太郎誕生           | Kitarō Tanjō               | 10 janvier 2008       |
| Un patient d'un hôpital s'est transformé en fantôme. Mizuki, un employé de l'entreprise, est chargé d'enquêter sur la cause. Au cours de son enquête, il est tombé sur un couple qui se faisait appeler « les derniers survivants de la tribu Fantôme ». De plus, on dit que l'un des fantômes est enceinte même si elle est sur le point de mourir. Alors qu'il se demandait s'il devait rapporter la vérité à l'entreprise, il reçoit un appel l'informant que le fantôme de l'hôpital est mort. |                                                  |                      |                            |                       |
| 2 | Le Démon contre Dracula quatrième du nom         | 夜叉対ドラキュラ四世 | Yasha tai Dorakyura Yonsei | 17 janvier 2008       |
| La tombe de Yasha, qui dormait depuis longtemps, a été découverte. Au même moment, le vampire Dracula arrive au Japon. Yasha et le vampire s'affrontent pour une seule proie ! La victime est le président d'une certaine entreprise, la personne qui a ordonné à Mizuki d'enquêter sur la cause du patient fantôme. A cause de la disparition de Mizuki, le président de l'entreprise est au bord de la faillite.                                                                                 |                                                  |                      |                            |                       |
| 3 | L'Arbre Vampire                                  | 吸血木               | Kyūketsu-ki                | 24 janvier 2008       |
| Mizuki est revenu de l'enfer. Trump Omoi, un chanteur qui rencontre Mizuki par hasard, apprend l'existence d'un sinistre enfant nommé Kitaro. Une nuit, Nezumi-Otoko plante les graines d'un arbre vampire dans Omoi. Il s'agit d'une espèce qui transforment les humains en arbres, et Nezumi-Otoko prévoyait de gagner de l'argent grâce à cette espèce. Le corps effrayé de Trump Omoi se transforme progressivement en arbre…                                                                  |                                                  |                      |                            |                       |
| 4 | Neko                                             | 寝子                 | Neko                       | 31 janvier 2008       |
| Neko est une fille dont Kitaro est amoureux. Une ombre suspecte plane autour de Kitaro. Quelqu'un essaie de lui nuire. Le rêve de Neko de devenir chanteur. Kitaro fera de son mieux pour qu'elle y parvienne. Avec le soutien de Trump Omoi, Neko devient rapidement une célébrité. Cependant, quelqu'un lâche un rat sur la scène de Neko. |                                                  |                      |                            |                       |
| 5 | Le Faux Kitaro                                   | ニセ鬼太郎           | Nise Kitarō                | 7 février 2008        |
| Le premier amour de Kitaro, Neko, est mort. Kitaro est dévasté et tente de se rendre en enfer pour voir Neko, mais quelqu'un lui vole son chanchanko. Le coupable est un faux Kitaro. Le faux Kitaro se promène en enfer avec le chanchanko et complote avec Nezumi-Otoko pour obtenir une grosse somme d'argent. Le père de Kitaro, Medama-Oyaji se rend en enfer et tente de ramener Neko… |                                                  |                      |                            |                       |
| 6 | Dieu de l'Eau                                    | 水神様               | Mizugami-sama              | 14 février 2008       |
| Kitaro insulte le Dieu de l'eau, qui est vénéré comme une divinité. Le Dieu de l'eau suit Kitaro à Tokyo et plonge la société moderne dans la panique. De plus, comme le Dieu de l'eau est « eau », Kitaro ne sait pas où il se cache. Il est impuissant… |                                                  |                      |                            |                       |
| 7 | Le Loup-garou et le Train Fantôme                | 人狼と幽霊列車       | Jinrō to Yūrei Resha       | 21 février 2008       |
| Un mystérieux gentleman et un homme-souris sont amoureux d'une dame-crapaud. Kitaro s'immisce dans leur histoire d'amour et est coulé au fond de la mer par les deux hommes. Kitaro meurt. Cependant, cette nuit-là, un colis de Kitaro arrive avec une malédiction. Mais d'où vient-il ? C'est alors que le train fantôme se met en marche… |                                                  |                      |                            |                       |
| 8 | Une mystérieuse confrontation de première classe | 怪奇一番勝負         | Kaiki Ichiban Shōbu        | 28 février 2008       |
| Un fantôme s'installe dans la maison de Kanemaru, il enferme Kitaro, qui était le fantôme, dans le réfrigérateur et l'extermine. C'est alors que la main de Kitaro, qu'il avait coupée, commence à se venger. Elle commence à errer dans la maison dans l'obscurité de la nuit… |                                                  |                      |                            |                       |
| 9 | Johnny du Brouillard                             | 霧の中のジョニー     | Kiri no Naka Jonii         | 6 mars 2008           |
| Le gouvernement demande à Kitaro d'exterminer le vampire Johnny. Pendant ce temps, Nezumi-Otoko est engagée par Johnny et reçoit l'ordre d'exterminer Kitaro. Nihiliste et froid, Johnny tue Kitaro avec facilité mais son esprit est toujours là… |                                                  |                      |                            |                       |
| 10 | Brigadoon                                        | ブリガドーン         | Burigadōn                  | 13 mars 2008          |
| Le Brigadoon, un phénomène surnaturel semblable à un typhon, a frappé Tokyo. Il existe un monde où seuls les yokai vivent. La famille de Shigeru Mizuki, les seuls humains restés sur place, connait des joies qu'elle ne pouvait pas connaître dans la société humaine appauvrie. C'est ainsi que commence une période de troubles étranges. |                                                  |                      |                            |                       |
| 11 | L'Homme Idiot                                    | アホな男             | Aho na Otoko               | 20 mars 2008          |
| Kitaro lance une escroquerie appelée « Assurance Après-vie ». Nezumi Otoko vend un médicament pour l'immortalité. Les puissants, les riches et les pauvres sont conduits en enfer les uns après les autres. Quel est le bonheur de la vie… et l'histoire se termine. |                                                  |                      |                            |                       |

## Distribution

### Acteurs principaux
- Masako Nozawa : Kitaro
- Isamu Tanonaka : Medama-Oyaji
- Chikao Ōtsuka : Nezumi-Otoko

### Acteurs récurrents
- Tōru Ōkawa : Mizuki
- Kazue Ikura : Faux Kitaro
- Masaharu Satō : Hageyama
- Kōzō Shioya : Mononoke
- Yasuhiko Kawazu : Mizugami (Dieu de l'Eau), Machamitsu Kyōmori

### Guest-stars
- Shōko Nakagawa : Neko
- Pierre Taki : Trump Omoi
- Natsuhiko Kyōgoku : Tompo

### Acteurs invités
- Daisuke Gōri : Père de Kitarō (Ép. 1)
- Reiko Suzuki : Mère de Kitaro, médium (Ép. 1)
- Ako Mayama : Mère de Mizuki (Ép.1)
- Takahiro Fujimoto : Preneur de billets Jigoku (Ép.1)
- Hideyuki Hori : Yasha et Bon Arima (Ép. 2)
- Ryūzaburō Ōtomo : Dracula IV (Ép. 2)
- Hisao Egawa : Président du comité scientifique (Ép. 5)
- Kimiko Saitō : Tsubame Ōzora (Ép. 6), Femme de Shigeru Mizuki (Ép. 10)
- Katsuhisa Hōki : Loup-garou de Londres (Ép. 7)
- Yōko Kawanami : Gama-Reijō (Ép. 7)
- Hidekatsu Shibata : Kanemaru (Ép. 8)
- Naomi Shindō : Mary (Ép. 8)
- Mitsuru Miyamoto : Murata (Ép. 8)
- Chafūrin : Le guide (Ép. 8)
- Masashi Ebara : Johnny du Brouillard (Ép. 9)
- Tomomichi Nishimura : Ikegaki (Ép. 9)
- Bin Shimada : Shigeru Mizuki (Ép. 10)
- Shiori Ebara : Caroline (Ép. 10)
- Banjō Ginga : Gamotsu (Ép. 10)
- Yasuhiro Takato : Adobarana (Ép. 10)
- Jūrōta Kosugi : Sagaru Mizuki (Ép. 11)
- Mahito Ōba : Sagaru Mizuki en Enfer (Ép. 11)
- Kōji Yada : Kinnosuke Ochiba (Ép. 11)
- Fumihiko Tachiki : Docteur d'Ochiba (Ép. 11)
- Rôles additionnelles: Hidemi Anzai, Tomohisa Asō, Tomoka Endō, Kōji Haramaki, Keiji Hirai, Chigusa Ikeda, Tetsu Inada, Yasunori Masutani, Kōhei Matsumoto, Shunzō Miyasaka, Tomoko Naka, Yūsuke Numata, Hiroshi Okamoto, Takahiko Sakaguma, Masaya Takatsuka, Eiji Takemoto, Kiyohiko Tokuyama, Rie Tozuka, Saki Yasuda, Eri Yasui[2]

## Musiques de génériques

### Générique de début

#### "Mononoke Dance"
Générique de début par Denki Groove (Ki/oon Records). Paroles de Takkyu Ishino et Pierre Taki, musique composée par Takkyu Ishino, arrangée par Denki Groove.

### Générique de fin

#### "Snow Tears"
Générique de fin par Shōko Nakagawa (Sony Music Records). Paroles de Yozuca* et Shōko Nakagawa, composition de Suzuki Daisuke, arrangement de nishi-ken.

## Produits dérivés

### DVD
Les deux sont édités par Asmik et Fuji Television et distribués par Kadokawa Entertainment.
Certaines séquences sont incluses dans les DVD, qui diffère de la version diffusée.
| Nombre du volume | Nombre d'épisodes | Numéro des produits | Dates de sortie |
| ---------------- | ----------------- | ------------------- | --------------- |
| Tome 1           | 2 (épisodes 1-2)  | ACBA-10564          | 23 avril 2008   |
| Tome 2           | 3 (épisodes 3-5)  | ACBA-10565          | 21 mai 2008     |
| Tome 3           | 3 (épisodes 6-8)  | ACBA-10566          | 25 juin 2008    |
| Tome 4           | 3 (épisodes 9-11) | ACBA-10567          | 23 juillet 2008 |

### Blu-ray
| Intitulé du coffret       | Nombre d'épisodes | Numéro du produit | Dates de sortie |
| ------------------------- | ----------------- | ----------------- | --------------- |
| Hakaba Kitaro Blu-ray BOX | 11                | ACXA-10823        | 23 février 2011 |

### CD

#### Singles
1. Snow Tears (sorti le 30 janvier 2008, Sony Music Records, édition régulière: SRCL-6700, édition CD + DVD, SRCL-6698, Hakaba Kitaro, disque Neko, SRCL-6701)
  - Contient la chanson du générique de fin et la chanson "Kimi ni Meloron" chantée par Shoko Nakagawa. Le disque Neko comprend également la version télévisée du générique de fin.
2. Mononoke Dance (sorti le 14 février 2008, KSCL-1208)
  - Contient la chanson du générique chantée par Denki Groove et la chanson «Let's melt in Yurakucho» chantée par Trump Omoi (Pierre Taki).

### Album
1. Bande originale d'Hakaba kitarō (sortie le 19 mars 2008, numéro de produit : KSCL-1222)
  - Contient la chanson du générique (version TV), les musiques de fond et les chansons d'insertions.

### Guide
Un guide officiel d'Hakaba kitarō, paru le 23 juillet 2008 et édité par Kadokawa Shoten. Ce livre contient des informations sur les 11 épisodes, ainsi que des interviews du personnel et des acteurs, des informations sur les coulisses, de courtes biographies les personnages, etc...

## Réception
L'auteur de l'œuvre original, Mizuki, qui a regardé le premier épisode, a fait un commentaire très élogieux sur le site officiel, en disant : « L'homme qui a dessiné cette image est bon, c'est intéressant ! »
Masako Nozawa, qui joue le rôle de Kitaro, a déclaré : « Il s'agit de la “naissance” de Kitaro, qui n'a jamais fait l'objet d'un anime auparavant. Les parents de Kitaro sont encore en vie, c'était donc très frais. Tanonaka-san et Otsuka-san et moi-même nous sommes tout de suite bien entendus et il a été facile de travailler ensemble, alors j'espère que tout le monde appréciera la série. L'ambiance est parfaite! »
Yuichiro Oguro a déclaré : « J'ai regardé le premier épisode d'Hakaba Kitaro. Le graphisme est assez bon. Tout n'est pas conforme à l'histoire originale, mais j'ai été satisfait de voir Kitaro devenir borgne et Oyaji devenir un globe oculaire, ce que je voulais voir en film. Je n'ai pas besoin de le dire maintenant, mais Masako Nozawa est vraiment bonne. La performance d'Isamu Tanonaka était également fraîche et différente de l'ordinaire. Le générique a un style intéressant. Comme prévu. »
La réalisatrice et scénariste d'anime Mari Okada a commenté les œuvres de NoitaminA qui l'ont marquée : « Parmi elles, je pense que cette œuvre est bonne. J'aime les œuvres de Shigeru Mizuki. »